# Кыдзью
Кыдзью (Кыджжию) — река в России, протекает по Косинскому району Пермского края. Устье реки находится в 22 км по левому берегу реки Сия. Длина реки составляет 10 км.

## Данные водного реестра
По данным государственного водного реестра России относится к Камскому бассейновому округу, водохозяйственный участок реки — Кама от истока до водомерного поста у села Бондюг, речной подбассейн реки — бассейны притоков Камы до впадения Белой. Речной бассейн реки — Кама.
Код объекта в государственном водном реестре — 10010100112111100002782.